# بينيت كينغ
بينيت كينغ (19 ديسمبر 1964 - ) (بالإنجليزية: Bennett King)‏ هو لاعب كريكت أسترالي.

## وصلات خارجية
- بينيت كينغ على موقع إي آس بي آن كريك إنفو (الإنجليزية)